# Korg Prophecy
Pour les articles homonymes, voir Prophecy.
Le Prophecy est un synthétiseur numérique monophonique à modélisation analogique produit par le constructeur japonais Korg à partir de 1995. Il utilise une synthèse par modélisation physique.

## Caractéristiques
Le Prophecy dispose est monophonique et monotimbral. C'est un synthétiseur voulu plus abordable que ses équivalents, à une époque ou les synthétiseurs numériques imitant les anciens synthétiseurs analogiques deviennent à la mode. Son prix reste néanmoins élevé dans l'absolu.